# خلیل طالقانی
خلیل طالقانی (۱۲۹۴ طالقان – ۱۳۷۱) عضو حزب ایران و وزیر کشاورزی در دولت‌های اول و دوم محمد مصدق، حسین علاء، منوچهر اقبال بود.

## تحصیلات
تحصیلات ابتدایی و متوسطه را در ایران گذارند و برای ادامه تحصیل به کالج بیرمنگهام انگلیس رفت و با درجهٔ مهندسی در رشتهٔ کشاورزی و آبیاری به ایران برگشت.

## فعالیت‌های سیاسی و کاری
طالقانی در سازمان اصل چهار به فعالیت پرداخت و بعد از ترمیم کابینه اول محمد مصدق به وزارت کشاورزی منصوب شد. در کابینه دوم مصدق نیز این مسئولیت را برعهد داشت و تا تیر ۱۳۳۲ به همکاری با دولت ملی ادامه داد. سپس با واگذاری سرپرستی وزارتخانه به عطائی معاونت وزارت کشاورزی از دولت کناره گرفت.
پس از کودتای ۲۸ مرداد ۱۳۳۲  طالقانی در دولت زاهدی مسئول صندوق مشترک ایران و آمریکا برای عملیات عمرانی بود و در کابینهٔ حسین علاء وزارت کشاورزی انتخاب شد اما پیش از پایان دوره نخست‌وزیر حسین علاء از سمت خود استعفا داده، به سمت وزیر مشاور منصوب شد. در دولت منوچهر اقبال نیز وزیر مشاور و مدیر عامل سد کرج بود.
طالقانی در بخش خصوصی نیز بسیار فعال بود. او بزرگترین کارخانهٔ تهیهٔ لاستیک ایران را به نام گودریچ بنیانگذاری کرد که بعد از انقلاب مصادره شد. این شرکت مختلط (ایرانی- آمریکایی) و سهامدار اصلی آن شرکت بی.اف. گودریچ ثبت شده در اوهایو ـ آکرون بود.
اسماعیل رائین طالقانی را از اعضای لژ همایون (وابسته به فراماسونری) می‌دانست.